# →Pia-no-jaC←
→Pia-no-jaC←（ピアノジャック）は、ピアノ担当のHAYATOとカホン担当のHIROの2人による、日本のインストゥルメンタルユニットである。2005年1月に結成され、楽曲はピアノとカホンのみのシンプルな構成である。その音楽ジャンルには『ハイブリッド・インストゥルメンタル』と呼ばれている。2009年11月1日にPEACE PRODUCTION inc.マネジメント事務所を設立し独立レーベルPEACEFUL RECORDSに移籍した。

## メンバー
HAYATO
ピアノ担当。本名、立成 隼人。大阪府出身。
3歳からクラシックピアノを始めるが形式的なレッスンが自分には合わないと感じ、小学校6年生でレッスンをやめる。しかし、ピアノへの思いは捨てきれず、中学からは自己流でピアノを弾き始める。
高校からバンド、ユニット等でピアニストとしてのライヴ活動を経た。
学生時代はさまざまなコピーバンドを掛け持ちしていた。
メインバンドはオリジナルが多く、高校時代からすでに作曲したものを演奏。
ピアノ(シンセサイザー)は、ヤマハ製のCP4 STAGEを使用。
HIRO
カホン担当。本名、森冨 正宏。大阪府出身。
6歳からエレクトーンを、高校でドラムを始める。
2002年、20歳の時に幼馴染のシンガーソングライター大柴広己の一言をきっかけに、当時知らなかったカホンを独学で始める。それ以降、本格的に音楽活動を開始。
関西を中心にアーティストのサポートミュージシャンとして活動を日々続けていた。
カホンは、ZO'S Cajon、DE GREGORIO製を使用。シンバルなどはUFiP製の製品を使用。

## 結成
それぞれが弾き語りミュージシャンのサポートをしていたところ、あるミュージシャンのレコーディングのスタジオで出会う。その後、行く先々のミュージシャンのサポート現場で会ううちに意気投合。サポートユニットとして2005年4月1日に→Pia-no-jaC←を結成した。
サポートユニットとして活動を始めたところ、サポートしていたミュージシャン達がデビューしたり、関西から関東へ活動拠点を移動したりしたために、サポートの場が減り、本格的にピアノとカホンだけのインストゥルメンタルのスタイルでの活動を始める。

## 名前の由来
名前に付けられている矢印の通りに左から読むとピアノ（Piano）、右から読むとカホン（Cajon）になっており、「ピアノとカホンの2つの楽器でライブ空間をジャックする」という意味が込められている。
そのため、→Pia-no-jaC←の表記にはこの左右の矢印は必須である。しかし、公式でも矢印は必須としながらも、技術的に標準文字しか使えない場合は「Pia-no-jaC」、「pia-no-jac」、「PIA-NO-JAC」と表記している（公式サイトのドメイン名や、Amazon.comのアーティスト名など）。
矢印の示す先に「P」と「C」がアルファベット大文字で表記されることも、左右から読んだ場合の意味合いを表すためのポイントである。

## ライブ
年間150～200本のライブを行なっている。

### ワンマンライブの主な企画
ワンマンライブでは、通常の楽曲演奏のほかに観客参加型の企画がある。
- タオルを使用する企画

販売されている→Pia-no-jaC←のタオルをメンバーの指示通りに回したり、広げたり、上に投げたりする。
- シャカシャカ大作戦

販売されている「シャカシャカ袋」をメンバーの指示により「シャカシャカ」と音をたてたり、ふくらまして「パンパン」と音をたてたり、割ったりする。
- 大喜利JACK

ライブ開始前に配られる用紙にどんなイメージの曲を演奏してほしいとの希望を書き、カホンに見立てた投票ボックスにいれる。ライブの途中で用紙を引き、メンバーがそのリクエストに合う曲を即興演奏する。

## コピー大会
毎年の1月1日から11月30日までに、YouTubeに→Pia-no-jaC←の楽曲のコピーバンドの演奏を撮影した動画をアップロードしてもらう大会。
すべての応募動画に→Pia-no-jaC←のメンバーからのコメントが貰える。
12月中にその年に応募された動画から→Pia-no-jaC←のメンバーやスタッフが審査し、優勝者を決定、優勝者は→Pia-no-jaC←のメンバーと一緒にライブに出演することが出来る。
コピー大会はデビュー10周年の節目ということで2018をもってFINALとなった。
| 回 | 開催年 | 優勝者                              | 応募数 | 詳細 |
| -- | ------ | ----------------------------------- | ------ | ---- |
| 1  | 2010年 | Repikan                             | 159    | 詳細 |
| 2  | 2011年 | ぴーこ・親子でポン！                | 154    | 詳細 |
| 3  | 2012年 | ゆずあや                            | 155    | 詳細 |
| 4  | 2013年 | 侍どらま～                          | 243    | 詳細 |
| 5  | 2014年 | PJバンド「夏」                      | 210    | 詳細 |
| 6  | 2015年 | 凄六 SuGoRoKu                       | 156    | 詳細 |
| 7  | 2016年 | みんく                              | 133    | 詳細 |
| 8  | 2017年 | タムタム                            | 69     | 詳細 |
| 9  | 2018年 | PPP（トリプルＰ） Link to Note Mink | 105    | 詳細 |

## ファンクラブ
「ジャックと豆の木」という名称の携帯のみがアクセスできる公式ファンクラブがある。月額324円。
ファンクラブ限定のブログ、カレンダー待ち受け画像、ギャラリー、着ボイス、チケット先行販売等の特典がある。

## 主な楽曲タイアップ・テーマソング
下記の他にも、BGMに使用されることがある。

### 映画関連
- 映画「サンブンノイチ」のテーマ音楽に「Triad」が採用[8]。

### テレビ関連
- 2008年9月12日-9月14日　読売テレビ（関西ローカル）『音・パレード』のエンディング曲に「組曲『　 』」が採用。
- 2008年10月　毎日放送『麒麟の部屋』エンディングテーマ曲に「組曲『　 』」が採用[9]。
- 2009年1月　テレビ神奈川 『ミュートマ』の1月度テーマ曲に「組曲『　 』」が採用[10]。
- 2011年1月　PF-FLYERSのテレビCMに「ジ・エンターテイナー」が採用[1]。
- 2011年7月 NHKの『大相撲中継』のオープニングに「ヴァイオリン協奏曲「四季」より「春」第１楽章」が採用[11]。
- 2011年11月　西日本シティ銀行のテレビCMに「威風堂々」が採用[1]。
- 2013年1月3日 WOWOWライブにて「葉加瀬太郎 コンサートツアー 2012 WITH ONE WISH The Special Night with →Pia-no-jaC←」という番組を組まれ、葉加瀬太郎×→Pia-no-jaC←の秋のツアーファイナル公演を放送した[12]。
- 2012年2月～2013年3月 朝日新聞「天声人語」のTV CMにおいてBGMに「Fairy Dolce」が採用[13]。
- 2013年3月21日～ ニコニコチャンネルのサイゾーテレビの「小明の副作用」のオープニングテーマ「AKARI」を→Pia-no-jaC←が制作[14][15]。
- 2014年4月3日～ NHKの『超絶 凄ワザ!』のオープニング曲に「Csardas」が、エンディング曲に「残月」が採用。
- 2016年11月～ 桃屋のテレビCM食べた事ありますか篇[16]、餃子は好きですか篇[17]にオリジナル楽曲が採用。
- 2018年9月～ フジテレビ『今夜はナゾトレ』のBGMに「エレクトリカルパレード」が採用。

### ラジオ関連
- 2011年11月　西日本シティ銀行のラジオCMに「威風堂々」が採用[1]。
- 2012年12月14日 TBSラジオのJUNKバナナマンのバナナムーンGOLDにおいて、「音楽の悩みなんでも解決ヒムペキ兄さん」コーナーでの1曲「メインストリート・エレクトリカルパレード ヒムペキ iPS細胞 Ver.」のBGMに→Pia-no-jaC←が演奏している「メインストリート・エレクトリカルパレード」が採用された。ちなみにこの曲が2012年「ヒムペキ大賞」に選ばれている[18]。
- 2013年3月～ 広島FMの「アヤノンスタイル」のジングルに→Pia-no-jaC←制作のBGMが使用された[14]。
- 2013年3月～5月 月桂冠とFM802によるコラボ商品のラジオCMにおいてBGMに「Paradiso」が採用[19]。
- 2013年3月18日～ J-WAVEのジングルに→Pia-no-jaC←制作のBGMが使用された[20]。
- 2013年4月1日～ 静岡エフエム放送の「K-mix みんなの19HR」のジングルに→Pia-no-jaC←制作のBGMが使用された[14]。
- 2013年4月1日～ エフエム香川のジングルに→Pia-no-jaC←制作のBGMが使用された[14]。
- 2013年5月1日～ エフエム高知のジングルに→Pia-no-jaC←制作のBGMが使用された[14]。
- 2014年4月6日～ TBSラジオのデブッタンテのオープニング曲に→Pia-no-jaC←演奏の「熊蜂の飛行」が使用された。

### その他
- 2012年7月16日 藤原新選手の公式応援歌「風雅～新たなる道へ～」を本人の希望により作成[21]。
- 2013年3月 PF-フライヤーズがオリジナルシューズ→Pia-no-jaC←モデルを作成[22]。
- 2014年2月 FM802×月桂冠とコラボし、「ピアノジャックBOTTMS UP！アップル＆パインのお酒」を発売[23]。
- 2014年9月20日 アジア競技大会2014のアーティスティックスイミングのデュエット・テクニカル部門において日本代表が「CROSSBEAT(s)」等の→Pia-no-jaC←オリジナル曲を採用[24]。

## 受賞歴
- 2012年 日本メンズファッション協会よりベストデビュタント賞を受賞[25]。
- 2012年 「BATTLE NOTES」が第27回日本ゴールドディスク大賞CLASSIC ALBUM OF THE YEARを受賞[26]。

## ディスコグラフィ
公式サイトで詳細が確認できる。「VV限定盤」は「ヴィレッジ・ヴァンガード限定流通盤」の略。2012年1月に総売上枚数50万枚を突破した。

### オリジナル
| 種別 | アルバム名                                                                                               | リリース日 | 規格品番                                 | 詳細                             |
| ---- | --- | ---------- | ---------------------------------------- | -------------------------------- |
| CD   | First Contact                                                                                            | 08/09/10   | XQFP-1002                                | 通常盤                           |
| CD   | EAT A CLASSIC                                                                                            | 09/02/18   | XQFP-1003                                | 通常盤                           |
| CD   | 風神雷神                                                                                                 | 09/07/08   | XQFP-1004 XQFP-91002                     | 通常盤 VV限定盤                  |
| CD   | EAT A CLASSIC 2                                                                                          | 09/12/16   | XQIJ-1001                                | 通常盤                           |
| CD   | THIS WAY UP                                                                                              | 10/09/01   | XQIJ-1002 XQIJ-91001                     | 通常盤 VV限定盤                  |
| CD   | LIVE @ 九段会館 〜Jumpin' →JAC← Flash Tour〜                                                             | 10/12/22   | XQIJ-1003                                | 通常盤                           |
| CD   | EAT A CLASSIC3                                                                                           | 11/03/02   | XQIJ-1004                                | 通常盤                           |
| CD   | First Best                                                                                               | 11/09/07   | XQIJ-1005                                | 通常盤                           |
| CD   | 暁 | 12/03/07   | XQIJ-1007 XQIJ-91004 XQIJ-91003          | 通常盤 VV限定盤 初回限定盤       |
| CD   | EAT A CLASSIC4                                                                                           | 12/12/05   | XQIJ-1008 XQIJ-91005                     | 通常盤 初回限定盤                |
| CD   | EAT A →Pia-no-jaC←                                                                                       | 13/07/03   | PRC-1001                                 | VV限定盤                         |
| CD   | Re:EARTH                                                                                                 | 13/11/20   | XQIJ-1009 XQIJ-91006 XQIJ-91007          | 通常盤 初回限定盤 VV限定盤       |
| CD   | EAT A CLASSIC 5                                                                                          | 14/11/19   | XQIJ-1010 XQIJ-91008 XQIJ-91009 PRC-1002 | 通常盤 初回限定盤 VV限定盤 BOX盤 |
| CD   | BLOOD | 15/12/09   | XQIJ-1011 XQIJ-91010 XQIJ-91011          | 通常盤 初回限定盤 VV限定盤       |
| CD   | Cinema Popcorn                                                                                           | 16/08/03   | XQIJ-1012                                | 通常盤                           |
| CD   | EAT A CLASSIC 6                                                                                          | 17/07/05   | XQIJ-1013 XQIJ-91012 XQIJ-91013          | 通常盤 初回限定盤 VV限定盤       |
| CD   | 10th Anniversary BEST                                                                                    | 18/04/04   | XQIJ-1014 XQIJ-91014                     | 通常盤 初回盤                    |
| CD   | JAPANESQUE                                                                                               | 19/01/23   | XQIJ-1017 XQIJ-91017 XQIJ-91018          | 通常盤 初回限定盤 VV盤           |
| DVD  | First Movies                                                                                             | 09/11/18   | XQFP-2001 XQFP-92001                     | 通常盤 VV限定盤                  |
| DVD  | DVD Live@village vanguard 下北沢 2010.01.01                                                              | 10/05/26   | XQIJ-92001                               | 通常盤                           |
| DVD  | How to Play →PJ←(1) ～First Contact編～                                                                  | 10/10/14   | XQIJ-2001                                | 通常盤                           |
| DVD  | LIVE@九段会館 ～Jumpin'→JAC← Flash Tour～                                                                | 10/12/22   | XQIJ-1003 XQIJ-2002                      | 通常盤                           |
| DVD  | How to Play→PJ←(2) ～EAT A CLASSIC編～                                                                   | 11/03/02   | XQIJ-2003                                | 通常盤                           |
| DVD  | Travellin'Band Tour 2011.6.18 at SHIBUYA C.C.Lemon Hall                                                  | 11/09/07   | (ライブ会場限定販売)                     | 通常盤                           |
| DVD  | EAT A JAPAN TOUR 2011 2011.12.18 TOKYO DOME CITY HALL                                                    | 11/12/18   | PRD-1005 PRD-1006                        | 通常盤                           |
| DVD  | First Light Tour 2012 2012.6.23 TOKYO INTERNATIONAL FORUM HALL C                                         | 11/09/01   | PRD 1007 PRD-1008                        | 通常盤                           |
| DVD  | 5th Anniversary EAT A 野音 ~全曲ジャック~ 2012.9.1 日比谷野外大音楽堂                                    | 13/01/18   | PRD-1009 PRD-1010                        | 通常盤                           |
| DVD  | →Pia-no-jaC← 5th Anniversary JACKPOT TOUR 2013 2013.4.6 渋谷公会堂                                       | 13/08/01   | PRD-1011 PRD-1012                        | 通常盤                           |
| DVD  | →Pia-no-jaC← 5th Anniversary FINAL EAT A 野音2 ～今年もやります全曲ジャック～ 2013.9.21 日比谷野外音楽堂 | 14/07/01   | (ライブ会場限定販売)                     | 通常盤                           |
| DVD  | →Pia-no-jaC← TOUR Re:EARTH 2014.3.21 TOKYO DOME CITY HALL                                                | 2015/01/11 | PRD-1015 PRD-1016                        | 通常版                           |
| DVD  | →Pia-no-jaC← Zepp Entertainment 〜→PJ←ワンダーランド〜 2014.9.14 at Zepp Tokyo                           | 2015/03/21 | PRD-1017 PRD-1018                        | 通常版                           |
| DVD  | →Pia-no-jaC← Swing Pacchin Tour 2015 2015.3.21 渋谷公会堂                                                | 2015/07/07 | PRD-1019 PRD-1020                        | 通常版                           |
| DVD  | →Pia-no-jaC← ONE NIGHT STRINGS 2015.9.19 TOYOSU PIT                                                      | 2016/01/11 | PRD-1021                                 | 通常版                           |
| DVD  | →Pia-no-jaC← BLOOD TOUR 2016 2016.3.21 NAKANO SUNPLAZA                                                   | 2017/01/14 | PRD-1023                                 | 通常版                           |
| 配信 | 風雅 〜新なる道へ～                                                                                      | 12/07/17   | (dwango.jp限定配信)                      | 通常盤                           |
| 配信 | ONE NIGHT STRINGS (Digest)                                                                               | 15/05/31   | (e-onkyo music限定配信)                  | 通常盤                           |
| 配信 | Rock and Roll Music                                                                                      | 16/06/29   | (iTunes限定配信)                         | 通常盤                           |

### コンピレーション・アルバム
| 種別 | アルバム名                                                 | リリース日        | 規格品番              | 詳細            | 収録楽曲                                                                                         |
| ---- | ---------------------------------------------------------- | ----------------- | --------------------- | --------------- | ------------------------------------------------------------------------------------------------ |
| CD   | Disney Rocks!                                              | 09/02/27          | AVW1-12696            | VV限定盤        | 7曲目「メインストリート・エレクトリカルパレード」(VV限定)                                        |
| CD   | RAP MUSIC                                                  | 09/03/11          | TOCT-26797            |                 | (購入特典CDにて1曲コラボ(VV購入者限定特典))                                                      |
| CD   | beautiful notes ～300th anniversary of PIANO～             | 09/08/19          | TOCT-26845            | 通常盤          | 9曲目「組曲『 』」                                                                               |
| CD   | Session File                                               | 09/08/21          | MUCD-11001            |                 | 3曲目の「クリティカルヒット」(コラボ)                                                            |
| CD   | NOT JAZZ!!BUT PE'Z!!! 〜10TH ANNIVERSARY TRIBUTE TO PE'Z〜 | 09/11/11          | FAMC-027              | 通常盤          | 5曲目「さらば愛しきストレンジャー」                                                              |
| CD   | Love SQ                                                    | 09/11/25          | SQEX-10174            | 通常盤          | 9曲目「FINAL FANTASY『ビッグブリッヂの死闘～妖星乱舞～片翼の天使』」                             |
| CD   | Disney Rocks!!                                             | 10/03/03          | AVW1-12769            | 通常盤          | 1曲目「ミッキーマウス・マーチ＆星に願いを」                                                      |
| CD   | PIANO project                                              | 10/07/21 10/08/04 | XNAE-10033 XNAE-10034 | 通常盤 VV限定盤 | DAISHI DANCEと全曲コラボ                                                                         |
| CD   | JAMMIN' with CHOPIN ～トリビュート・トゥ・ショパン～       | 10/03/24          | VPCC-84441            | 通常盤          | 2曲目「夜想曲第2番変ホ長調Op.9-2」                                                               |
| CD   | More SQ                                                    | 11/03/02          | SQEX-10238            | 通常盤          | 4曲目「『クロノ・トリガー』より"風の憧憬"」                                                      |
| CD   | NEVERMIND TRIBUTE                                          | 12/04/04          | UMCF-1072             | 通常盤          | 6曲目「Drain You」                                                                               |
| CD   | BATTLE NOTES                                               | 12/07/11          | HUCD-10114 HUCD-10118 | 通常盤 VV限定盤 | 葉加瀬太郎との全曲コラボ                                                                         |
| CD   | FINAL FANTASY TRIBUTE                                      | 12/12/05          | SQEX-10358 SQEX-10359 | 通常盤          | 2曲目「バトルメドレー２」                                                                        |
| CD   | image 13 treize emotional&relaxing                         | 13/01/30          | CICC-30116            | 通常盤          | 21曲目「情熱大陸 with →Pia-no-jaC←」                                                             |
| CD   | Disney Rocks!!! Girl's Power!                              | 14/01/22          | AVCW-63008            | VV限定盤        | (購入特典CDにて1曲コラボ(VV購入者限定特典))                                                      |
| CD   | 映画「サンブンノイチ」 オリジナル・サウンドトラック        | 14/04/09          | FAMC-138              | 通常版          | 1曲目「Traid～サンブンノイチ ver.」                                                              |
| CD   | Disney Rocks!!!! featuring →Pia-no-jaC←                    | 14/05/21 14/04/23 | AVW1-63013            | 通常版 VV限定版 | (全曲コラボ)                                                                                     |
| CD   | PIANO MAN PLAYS DISNEY                                     | 15/03/11          | AQW1-51110            | 通常版          | 3曲目「スーパーカリフラジリスティックエクスピアリドーシャス」 12曲目「ホール・ニュー・ワールド」 |
| DVD  | LIVE project. "@ageHa, TOKYO 2010.8.14."                   | 10/06/22          | XQIJ-2004             | 通常盤          | DAISHI DANCEとの全曲コラボ                                                                       |

### スコア・本
| 種別   | 書名                                               | リリース日 | 詳細 | 収録アルバム                                                    | 出版社                     | ISBN                   |
| ------ | -------------------------------------------------- | ---------- | ---- | --------------------------------------------------------------- | -------------------------- | ---------------------- |
| スコア | piano score →Pia-no-jaC←                           | 09/03/28   | 詳細 | 「First Contact」・「EAT A CLASSIC」の全楽曲                    | シンコーミュージック       | ISBN 978-4-401-02144-4 |
| スコア | piano score →Pia-no-jaC← Vol.2                     | 10/02/27   | 詳細 | 「風神雷神」・「EAT A CLASSIC2」の一部楽曲                      | シンコーミュージック       | ISBN 978-4-401-02313-4 |
| スコア | piano score →Pia-no-jaC← Vol.3                     | 11/03/25   | 詳細 | 「THIS WAY UP」・「EAT A CLASSIC 3」の全楽曲                    | シンコーミュージック       | ISBN 978-4-401-02453-7 |
| スコア | piano score →Pia-no-jaC← First Best                | 11/09/07   | 詳細 | 「First Best」の一部楽曲                                        | シンコーミュージック       | ISBN 978-4-401-02508-4 |
| スコア | piano score →Pia-no-jaC← Collaboration             | 11/09/07   | 詳細 | 「First Best」の一部楽曲                                        | シンコーミュージック       | ISBN 978-4-401-02509-1 |
| スコア | piano score →Pia-no-jaC← Vol.4                     | 13/01/17   | 詳細 | 「暁」・「EAT A CLASSIC 4」の一部楽曲                           | シンコーミュージック       | ISBN 978-4-401-02731-6 |
| スコア | ピアノソロ Disney Rocks!!!! featuring →Pia-no-jaC← | 14/07/28   | 詳細 | 「Disney Rocks!!!! featuring →Pia-no-jaC←」の一部楽曲           | ヤマハミュージックメディア | ISBN 978-4-636-90841-1 |
| スコア | piano score →Pia-no-jaC← Vol.5                     | 13/01/17   | 詳細 | 「Re:EARTH」・「EAT A CLASSIC 5」の一部楽曲                     | シンコーミュージック       | ISBN 978-4-401-03000-2 |
| スコア | piano score →Pia-no-jaC← Vol.6                     | 17/07/05   | 詳細 | 「BLOOD」・「EAT A CLASSIC 6」・「Rock and Roll Music」の全楽曲 | シンコーミュージック       | ISBN 978-4-401-03477-2 |
| スコア | piano score →Pia-no-jaC← Vol.7                     | 19/01/28   | 詳細 | 「JAPANESQUE」の全楽曲                                          | シンコーミュージック       | ISBN 978-4-401-03702-5 |
| スコア | エレクトーン・スコア Vol.37 →Pia-no-jaC←           | 19/03/22   | 詳細 | 人気曲を６曲                                                    | ヤマハミュージックメディア | ISBN 978-4-636-96938-2 |
| 本     | →Pia-no-jaC← EAT A JAPAN TOUR PHOTO BOOK           | 12/03/30   | 詳細 |                                                                 | シンコーミュージック       | ISBN 978-4-401-62280-1 |
| 本     | HIRO カホン教則本「ロックを叩け！」                | 12/10/11   | 詳細 |                                                                 | シンコーミュージック       | ISBN 978-4-401-63749-2 |

### 音楽ゲーム
| ゲーム                       | 楽曲 | 詳細              | 備考                             |
| ---------------------------- | --- | ----------------- | -------------------------------- |
| ピアノ狂想曲                 | 「組曲『 』」・「台風」・「残月」 |                   | mixiアプリ、現在はサービス終了   |
| jubeat copious               | 「ダイナマイト」 | 詳細              | APPENDバージョンのみ             |
| jubeat saucer                | 「ダイナマイト」・「METROPOLIS」・「アイネクライネ」 | 詳細              |                                  |
| jubeat plus(iPhone版)        | 「組曲『 』」・「うさぎDASH」・「台風」・「ダイナマイト」 「METROPOLIS」・「Savanna」・「Triad」・「風雅」 「Paradiso」・「Fantasista」・「獅子奮迅」・「PEACE」 | 詳細1/詳細2/詳細3 | 有料追加ミュージックパックに収録 |
| jubeat plus(Xperia版)        | 「組曲『 』」・「うさぎDASH」・「台風」・「ダイナマイト」 「METROPOLIS」・「Savanna」・「Triad」・「風雅」 「Paradiso」・「Fantasista」・「獅子奮迅」・「PEACE」 | 詳細1/詳細2/詳細3 | 有料追加ミュージックパックに収録 |
| jubeat plus(Amazon Kindle版) | 「METROPOLIS」・「Savanna」・「Triad」・「風雅」 | 詳細              | 有料追加ミュージックパックに収録 |
| REFLEC BEAT groovin'!!       | 「アイネクライネ」 | 詳細              |                                  |
| REFLEC BEAT plus             | 「Paradiso」・「Fantasista」・「獅子奮迅」・「PEACE」 「METROPOLIS」・「Savanna」・「Triad」・「風雅」 「組曲『 』」・「うさぎDASH」・「台風」・「ダイナマイト」 | 詳細1/詳細2/詳細3 | 有料追加ミュージックパックに収録 |